# يانوش

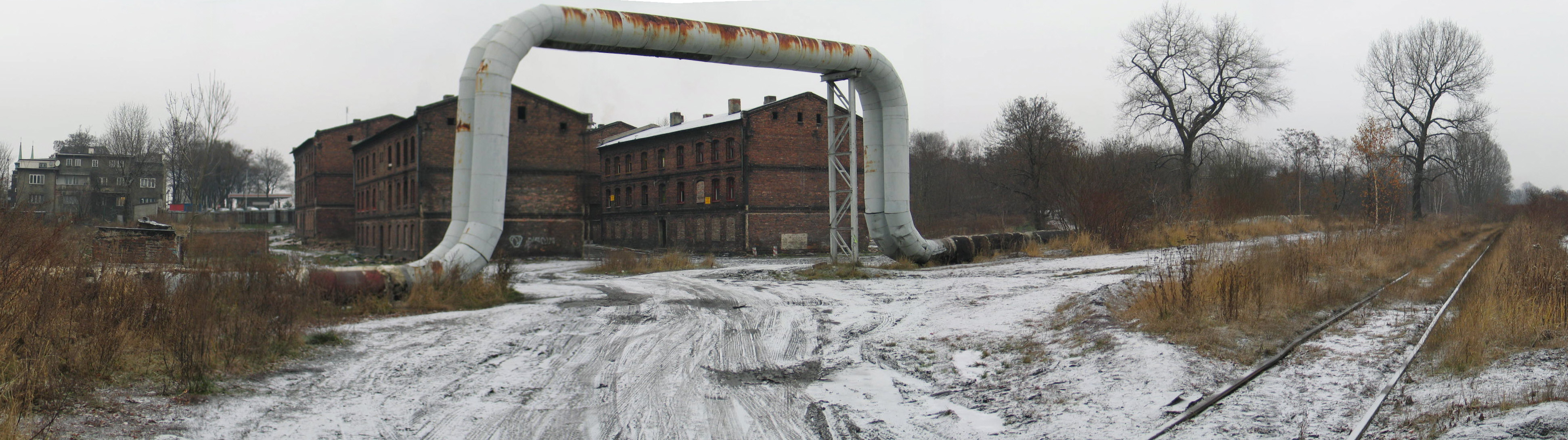
صورة لمكان في هيندينبيرغ (Hindenburg) الذي كان يحتوي على المنزل الذي ولد فيه يانوش (الآن مهدوم)

يانوش Janosch (بالألمانية: Janosch) (ولد باسم Horst Eckert) (ولد في 11 مارس 1931) هو واحد من أفضل كاتبي وراسمي قصص الأطفال الألمانية المعروفين. ولد في هيندينبيرغ (الآن زابرزي ، بولندا) في سيليزيا العليا من عائلة مختلطة الأصل بين ألمانيا وبولندا. وقال في مقابلة انه هو سيليزي الجنسية.
بعد الحرب العالمية الثانية، هربت العائلة إلى ألمانيا الغربية. في مدينة أولدنبورغ، عمل يانوشس في مصنع نسيج. في عام 1953، ذهب إلى ميونيخ، حيث درس في أكاديمية الفنون، ولكن قطع دراسته في نهاية المطاف. وعمل بعد ذلك كفنان مستقل. في عام 1960 أول كتاب للأطفال نشرت مع جورج لينز (George Lentz)، صديق له، الذي أقنعه أن يأخذ الاسم القلمي يانوش Janosch. خلال السنوات العشر التالية، بِيع العديد من كتب الأطفال في مختلف دور النشر.

## الجوائز
من بين العديد من الجوائز الأخرى، حصل يانوش على الجوائز التالية:
- 1975: جائزة الأدب من مدينة ميونيخ (Literature Award of the City of Munich)
- 1979: German Youth Literature Award
- 1984: Zilveren Griffel
- 1993: Bundesverdienstkreuz

## أعماله
في الألمانية ، نشر يانوش حتى اليوم حوالي 150 الكتب والتي ترجمت إلى 30 لغة.
أهم أعماله، هو المساهمة في تأليف مسلسل رسوم الكرتون: يانوشس تراومشتونده

## وصلات خارجية
- يانوش على موقع IMDb (الإنجليزية)
- يانوش على موقع مونزينجر (الألمانية)
- يانوش على موقع ألو سيني (الفرنسية)
- يانوش على موقع ميوزك برينز (الإنجليزية)
- يانوش على موقع ديسكوغز (الإنجليزية)

- يانوش في فهرس مكتبة ألمانيا الوطنية
- (الألمانية) موقع الرسمي
- (الألمانية) عن Janosch